# Waalse verkiezingen 2014/Kandidatenlijsten/FDF
Dit zijn de kandidatenlijsten van het FDF voor de Waalse verkiezingen van 2014.

## Aarlen-Marche-en-Famenne-Bastenaken

### Effectieven
1. Jean-Claude Crémer
2. Colette Piront
3. Roger Baikrich

### Opvolgers
1. Nicolas Dielman
2. Gabrielle Cecconello
3. Thomas Bras
4. Séverine Corvilain

## Bergen

### Effectieven
1. Patrick Pierart
2. Yveline Ledune
3. Franco Bianchi
4. Pamela Pezzotti
5. Christian Van Gysegem

### Opvolgers
1. Martin Bakole-Katompua
2. Christine Davoine
3. Chantal Godart
4. Jennifer Scholts
5. Thomas Perrier

## Charleroi

### Effectieven
1. Philippe Visée
2. Françoise Laenen
3. Thierry Lardinois
4. Julie Friart
5. Nicolas Kramvoussanos
6. Marie-Andrée Louvigny
7. Daniel Mainil
8. Marie-Noëlle Gillard
9. Sébastien Rochez

### Opvolgers
1. Jean-Claude Rochez
2. Isabelle Barbier
3. Bertrand P. de Biourge
4. Maria Krmavoussanos
5. Guy Lengele
6. Murielle Adam
7. Johanna Wouters
8. Letizia La Mela
9. Michel Momigny

## Dinant-Philippeville

### Effectieven
1. Didier Gysels
2. Karine Sandelé
3. Serge Barnich
4. Isabelle Houbaille

### Opvolgers
1. Pascal Coster
2. Carine Barthels
3. Francine Duvivier
4. Georges Dupont

## Doornik-Aat-Moeskroen

### Effectieven
1. Frédérique Jonet
2. Jean Duroisin
3. Anne Gheysens
4. Gery Baele
5. Marie-Laure Labaki
6. Régis Colombier
7. Bénédicte Vanneste

### Opvolgers
1. Patrick Hocepied
2. Vicky Meunier
3. Bernard Robette
4. Nadine Reynaert
5. Fernand Quinaux
6. Monique Ribaucourt
7. Arnaud Biltresse

## Hoei-Borgworm

### Effectieven
1. Edouard de Wasseige
2. Muriel Hubin
3. Valérie Pacolet
4. Eddy Thiou

### Opvolgers
1. Valérie Halin
2. Théodore Klinck
3. Yves Delvaux
4. Fabienne Liban

## Luik

### Effectieven
1. René Courtois
2. Corine Pirotton
3. Joseph Larue
4. Victoria Baraté
5. Bernard Léger
6. Jean Blanchez
7. Fabrice Langen
8. Maria Franco
9. Anne Marie Sommacal
10. Bolumbe Mbela
11. Aïda Polese
12. Monique Coipel
13. Domenico Zocaro

### Opvolgers
1. Thierry de la Marck
2. Muriel Larue
3. Patrick Hansen
4. Martine Cauwers
5. Claude Englebert
6. Marie Claude Heyligers
7. Samia Guerfa
8. Anne Caprasse
9. Jérémy Matriche
10. Mireille Bargeron
11. Frédéric Mascetti
12. Nathalie Stache
13. Eddy Philippet

## Namen

### Effectieven
1. Cédric Barbiaux
2. Martine Mathieu
3. Michel Weisman
4. Nathalie Maurage
5. Serge Lorge
6. Virginie Leyder
7. Didier Op de Beeck

### Opvolgers
1. Sébastien Strazzer
2. Carole Lebon
3. Francis Mazy
4. Anne Pans
5. Emmanuel Gilles
6. Caroline Chapelle
7. Agnès Kabarere

## Neufchâteau-Virton

### Effectieven
1. Jonathan Martin
2. Caroline Bouchet

### Opvolgers
1. Jean-Luc André
2. Nicole Legros
3. Michel Doneux
4. Natacha Muller

## Nijvel

### Effectieven
1. Vincent Granville
2. Dorina Nela
3. Gilbert Fera
4. Yanique Mairesse
5. Renaud Deveen
6. Vinciane Leroy
7. Marc Bazin
8. Brigitte François

### Opvolgers
1. Véronique Vandegoor
2. Erick Samson
3. Carine Van Poeyer
4. Kevin Charlier
5. Anne-Marie Kimbwala-Makiba
6. Jean-Marie Sohier
7. Karine Flamang
8. Robert Geirnaert

## Thuin

### Effectieven
1. Freddy Noël
2. Michèle Gheysens
3. Gérard Mouart

### Opvolgers
1. Luc Gaudier
2. Isabelle Noël
3. Eric Cambier
4. Séverine Philippe

## Verviers

### Effectieven
1. Robert Dauvister
2. Anne Vilet
3. Jonathan Englebert
4. Béatrice Arnauts
5. Dominique Wislet
6. Véronique Goblet

### Opvolgers
1. Fabien Theys
2. Nancy Wathy
3. Herman Malchair
4. Nathalie Vinck
5. Brigitte Nowak
6. Claude Pirotte

## Zinnik

### Effectieven
1. Johanna Cogniaux
2. Cédric Reygaerts
3. Véronique Matton
4. Guy Vyvey

### Opvolgers
1. Emmanuel Cornette
2. Nathalie Van Vugt
3. Bérengère Derveau
4. Christian Miot